# آلائودا روئیس د آسوئا
آلائودا روئیس دِ آسوئا (اسپانیایی: Alauda Ruiz de Azúa‎؛ زادهٔ ۱۹۷۸ میلادی) کارگردان فیلم، کارگردان تلویزیونی و فیلم‌نامه‌نویس تحسین‌شدهٔ اهل اسپانیا است. وی دانش‌آموختهٔ رشتهٔ لغت‌شناسی انگلیسی در دانشگاه دئوستو و همچنین رشتهٔ فیلم‌سازی در «دانشکده مشترک فیلمبرداری و علوم سمعی-بصری مادرید» است و کارش را با ساخت آگهی‌های تبلیغاتی و فیلم‌های کوتاه آغاز کرد. وی در سال ۲۰۲۲ برندهٔ جایزهٔ گویای بهترین کارگردان جدید، برندهٔ جایزهٔ بهترین کارگردانی از حلقه نویسندگان سینمایی و جایزه فروس بهترین کارگردانی شد. در بیست و پنجمین دورهٔ جشنواره فیلم‌های اسپانیایی مالاگا در سال ۲۰۲۲ نیز او موفق به کسب «کاکتوس نقره‌ای بهترین فیلم‌نامه» شده بود.